# 小松 (小說家)
小松（1912年10月4日 - ?），在满洲国活动的小说家。原名趙孟原，别名趙树全。笔名梦园、白野月、MY等等。

## 年谱
1912年10月4日、生于辽宁省黑山县大虎镇。
1932年参加白光社。從奉天公報社發行雜誌《白光》。
1934年文会学院西洋文学科毕业。进《民声晩报》（奉天）工作 。编辑副刊《文学周报》。
1935年进大连的《满洲报》工作。
1937年1月编辑副刊「文艺专页」。年末，转新京参加《明明》。
1938年参加弘报处企画访问日记者团去日本。进满洲杂志社，成《满洲映画》（1941年改名《电影画报》）主编。
1939年参加创刊《艺文志》。
1941年艺文书房副总经理。以《北帰》获奖文艺盛京赏。
1946年《中国新闻》主编。
1947年锦州的铁路小学教师。
1948年在铁路局文书科编辑《铁路公报》。年底進入鐵路印刷所。
1982年恢复名譽。

## 作品

### 长编小说
- 《无花的薔薇》（东方国民文库、1940年）
- 《北归》（艺文志事务会、1941年3月16日）。

### 短编作品集
- 《蝙蝠》城島文库（满洲杂志社、1938年）。
- 《人和人们》（艺文书房、1942年）。
- 《苦瓜集》（兴亚社新现实文艺丛书、1943年）。
- 《野葡萄》

### 诗集（新诗）
- 《木筏》（满洲杂志社诗歌丛刊、1938年）

## 参看
- 北村謙次郎《北辺慕情记》（日本：大学书房、1960年9月1日）
- 村田佑子〈《满洲国》文学的一侧面〉山本有造編《〈满洲国〉的研究》（日本：京都大学人文科学研究所、1993年3月）